# Paramelanauster bimaculatus
Paramelanauster bimaculatus là một loài bọ cánh cứng trong họ Cerambycidae.